# 吴镒
吴镒（1393年—1465年），字应衡，南直隶庐州府合肥县（今安徽省合肥市肥东县六家畈镇）人，明朝官员。
吴镒生于洪武癸酉年正月初六（1393年），是六家畈吴氏五世祖，系三世祖吴富二长子吴贵七之子。明宣德二年丁未科（1427年）中进士第三甲三十名。宣德八年（1433年）起授四川道监察御史、河南道监察御史。正统十一年（1446年），贬为河南怀庆府河内县知县。正统十四年（1449年），升南阳府知府。天顺元年（1457年），吴镒罢官归隐，八年后终老故里，卒于成化乙酉年十一月初七日（1465年），享年七十三岁。
吴镒为官刚正清廉，“性刚介，与人不苟合”，因在京中常骑花马，人称“花马吴”，犹古所谓「骢马御史」。
万历二十二年（1594年），吴七三的十世孙吴起周倡议建成吴氏祠堂，主祀吴镒。祠堂对联“柏台望重豺狼道，花马名高獬豸威”。

## 家庭
先后四任妻子：元配荚孺人；继配周孺人、陈孺人、孙孺人。
有子6人：吴璋、吴瓒、吴玘（荚氏出）；吴珎（周氏出）；吴琛（陈氏出）；吴玮（孙氏出）。